# Prostitution au Bhoutan
La prostitution au Bhoutan est illégale mais dans de nombreuses villes frontalières du Bhoutan, il y a des gens qui pratiquent ouvertement le commerce du sexe,. La prostitution se produit principalement dans les bars, les clubs et les hôtels,. Certaines travailleuses du sexe sont employées par des propriétaires de bars et d'hôtels pour attirer les clients. La prostitution se produit également dans la capitale, Thimphou.
On estime qu'il y a 400 à 500 travailleuses du sexe dans le pays, dont beaucoup sont issues de milieux pauvres, qui se prostituent pour des raisons financières.
En 2017, l'ONG Lhak-Sam a proposé que le travail du sexe soit légalisé par le gouvernement, mais la proposition a été rejetée.

## Tourisme sexuel
Le Bhoutan est une destination de tourisme sexuel pour les Occidentaux et les Indiens. Certaines prostituées haut de gamme sont impliquées dans le trafic, les touristes étant plus susceptibles de pouvoir payer leurs honoraires.

## Législation
Le Code pénal du Bhoutan criminalise la prostitution.

## Trafic sexuel
Le Bhoutan est un pays d'origine et de destination pour les femmes et les enfants vulnérables au trafic sexuel. Des filles du Bhoutan, travaillant comme domestiques ou animatrices dans des bars, sont sujettes au trafic sexuel, sous la pressions de dettes et de menaces physiques.
Le bureau du département d'État des États-Unis chargé de surveiller et de combattre la traite des personnes classe le Bhoutan parmi les pays de la «liste de surveillance de niveau 2».